# Nam Xan
Nam Xan (tiếng Pháp: Nam Sane), gọi theo kiểu Việt là "sông Nậm Xan", là một con sông lớn ở miền tây Trung Lào. Nó chảy từ trên núi xuống miền trung Lào, qua tỉnh Borikhamxay và đổ vào sông Mekong ở thị xã Pakxane tại tọa độ 18°22′36″N 103°39′29″E .
Pakxane là cách viết kiểu chữ Pháp của "Pak Xan", có nghĩa là "cửa sông Xan".